# Орландо, Тони
То́ни Орла́ндо (англ. Tony Orlando; род. 3 апреля 1944 года в Нью-Йорке) — американский поп-певец.
Открыл этого певца миру продюсер Дон Киршнер. Тони успешно прошёл прослушивание у Киршнера и вскоре (ему было всего 16 лет) уже был в американских чартах с хитом «Halfway to Paradise», который для него написала Кэрол Кинг. Она же была автором и выпущенной следом песни «Bless You», которая достигла первой двадцатки.
Наиболее известен же певец своими уютными, счастливыми хитами 1970-х годов, записанными в качестве лид-вокалиста группы «Tony Orlando and Dawn» (с вокальным дуэтом «Dawn» на подпевке). У коллектива было много больших хитов, среди которых «Candida», «Knock Three Times» и «Tie a Yellow Ribbon Round the Old Oak Tree» (гигантский хит и с тех пор визитная карточка певца; самый продаваемый сингл по итогам 1973 года в США). С 1974 по 1976 годы группа вела собственную телепрограмму-варьете на CBS. В 1978 году коллектив распался.
Потом певец продолжил выступать сольно. Так, в 1990-е годы он давал концерты для праздной публики в Лас-Вегасе (Калифорния) и Брэнсоне (штат Миссури, в открытом им в 1993 году своём собственном музыкальном театре «Tony Orlando Yellow Ribbon Music Theatre»).

## Дискография
- Список записей, выпущенных Тони Орландо совместно с дуэтом Dawn, см. в статье «Tony Orlando and Dawn» в английском разделе.